# Тельес-Хирон, Педро де Алькантара
Педро де Алькантара Тельес-Хирон и Альфонсо-Пиментель (1786—1851), более известный как принц Англона, был испанским офицером времён Пиренейских войн, директором музея Прадо между 1820 и 1823 годами и генерал-капитаном Кубы (с января 1840 по март 1841).

## Биография

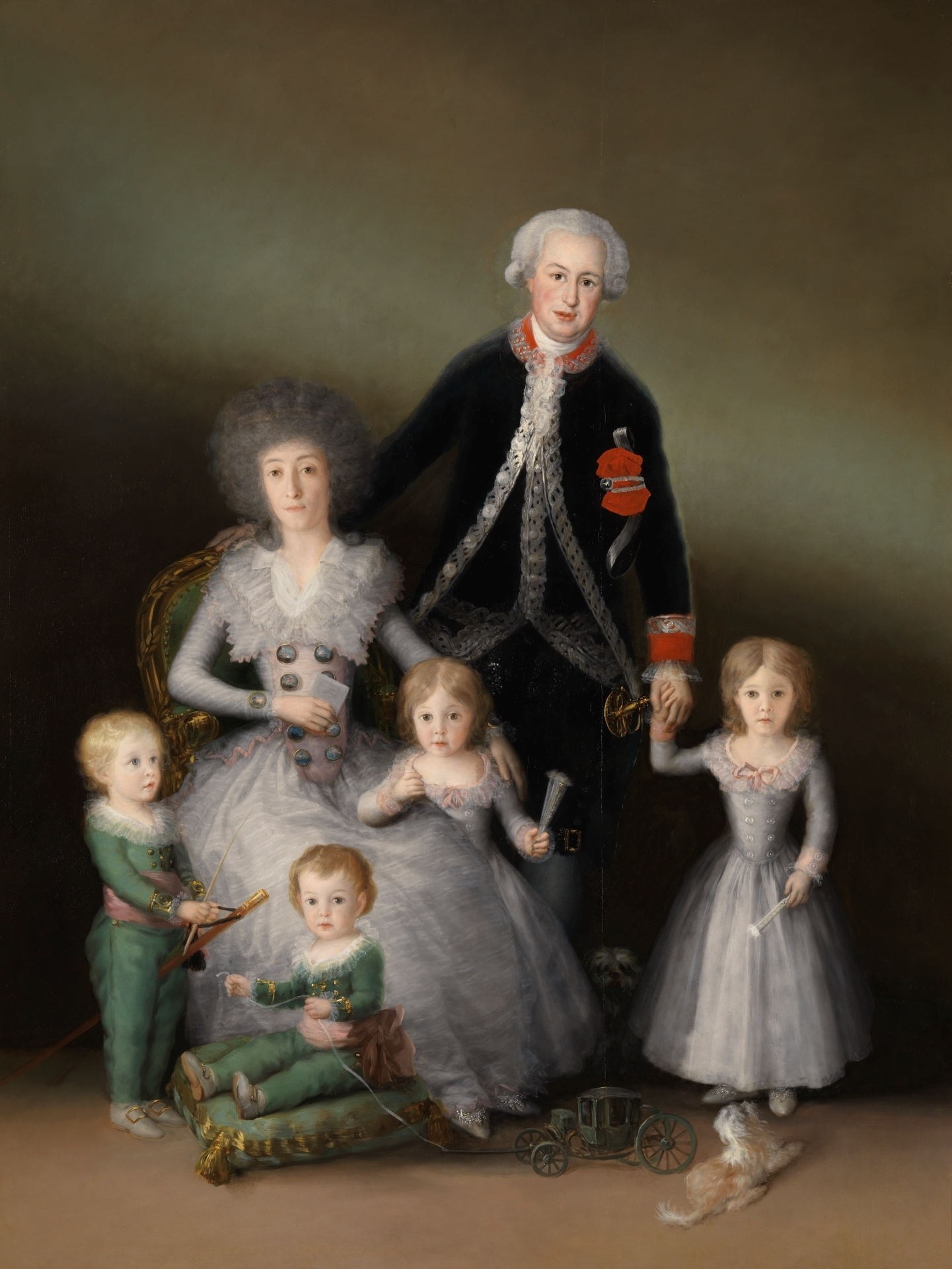
Герцоги Осунские и их дети, Гойя (1788). Младший сын Педро сидит на подушке у ног своей матери

Второй сын Педро Тельес-Хирона, 9-го герцога Осуны. Сражался под командованием герцоге дель-Парко, возглавлял кавалерийскую дивизию в битве при Тамамесе, битве при Альба-де-Тормесе и позже, под командованием Мануэля Лапеньи, в битве при Барросе.
В 1811 году он женился на Марии дель Росарио Фернандес де Сантильян и Вальдивия, дочери маркиза де Мотилья. У них было 6 детей.
30 октября 1812 года он был послан кортесами арестовать генерала Франсиско Бальестероса, командующего 4-й армией, который в начале этого месяца призвал к военному восстанию в знак протеста против назначения Веллингтона генералиссимусом испанской армии.
К апрелю 1814 года он командовал 3-й армией Испании. По его командованием она вошла во Францию и заняла По.
После окончания Пиренейской войны и начала Либерального трехлетия в 1820 году он заменял своего шурина Хосе Габриэля де Сильва Базан и Вальдштейна в должности директора музея Прадо до 1823 года. После вторжения французов ему пришлось искать убежища в Италии.
С января 1840 года по март 1841 года он был генерал-капитаном Кубы.
Вернувшись в Испанию, он был директором Королевской академии изящных искусств Сан-Фернандо с 1849 года до своей смерти в 1851 году.